# Gustavo Gianetti
Gustavo Cabral Narciso Gianetti (Belo Horizonte, 21 de maio de 1979) é um modelo brasileiro. Foi o vencedor do concurso Mister Mundo em 2003.

## Biografia e carreira
Nascido na capital mineira, onde viveu até os 13 anos de idade, Gustavo se mudou junto com sua família para o município de Ubá, também em Minas Gerais. Mais tarde, em 1998, Gustavo foi viver em Juiz de Fora para fazer o curso de Direito. Foi nesse mesmo ano que surgiu seu primeiro trabalho como modelo, graças a um amigo. A partir daí, começa a fazer diversos comerciais e campanhas fotográficas, até que, em 2001, muda-se para a cidade do Rio de Janeiro para dar continuidade à carreira, tendo, então, que interromper a faculdade de Direito.
Em 2002, já como Mister Brasil Mundo, Gustavo passa a viver em Hong Kong, onde trabalha como modelo, e, mais tarde, muda-se para Seul, na Coreia do Sul

## Mister Brasil Mundo 2001
Em 28 de setembro de 2001, Gustavo sagrou-se vencedor do concurso Mister Brasil Mundo, evento realizado em Jaboatão dos Guararapes, em Pernambuco, representando o  estado do Rio de Janeiro.

## Mister Mundo 2003
Como parte do prêmio pelo título de Mister Brasil Mundo, Gustavo ganhou o direito de representar o Brasil no concurso Mister Mundo 2003, realizado em Londres, na Grã-Bretanha.
Em final realizada no dia 9 de agosto, Gustavo sagrou-se vencedor do certame internacional, desbancando outros trinta e sete competidores e tornando-se o primeiro e único brasileiro, até o momento, a vencer o concurso.

## Televisão
A vitória no Mister Mundo 2003 deu origem a diversos convites para participações em programas de TV. Em 2004, Gustavo apresentou, ao lado de Nayla Micherif, a final do concurso Miss Brasil 2004, que foi realizada no dia 15 de abril, no Credicard Hall, em São Paulo e, em 2005, Gustavo fez uma participação no programa Boa Noite Brasil, da Band. Também já fez comerciais de TV para a cerveja Antarctica, ao lado da atriz Juliana Paes.
Gustavo também foi destaque na mídia internacional. Em 2007 ele fez uma participação no programa Britain's Next Top Model, versão britânica de America's Next Top Model. Durante a viagem das modelos ao Brasil, elas tiveram que gravar um comercial de TV, no qual teriam que contracenar com Gustavo e falar em português.